# Uldum Højskole
Uldum Højskole er en almen grundtvigsk højskole beliggende i Uldum i Østjylland mellem Horsens og Vejle, grundlagt i 1849 
Uldum Højskole er den længst fungerende højskole i verden, da Rødding Højskole, som er fem år ældre end Uldum, lå stille fra 1864 -1920.  

## Tidlige historie
Uldum Højskole blev startet af Rasmus Sørensen en lægprædikant og senere medlem af folketinget fra 1849-1852.
Oprindeligt var det meningen, at højskolen skulle starte i november 1848 med 15 elever tilmeldt, men skæbnen ville, at mange af dem blev indkaldt til militærtjeneste i forbindelse med udbruddet af den 1. slesvigske krig. 
Den 8. januar 1849 prøvede Rasmus Sørensen igen. 10 karle fra lokale gårde mødte op, klar til at tage hul på deres højskoleophold. En lokal gårdejer Enevold Lund og kone Madam Lund lagde hus til.
Der gik kun to måneder, før den ældste af højskolens elever blev indkaldt til militæret, mens resten af eleverne blev kaldt tilbage til arbejdet på de gårde, de kom fra. 
De følgende år, mens krigen rasede, forsøgte Rasmus Sørensen at holde liv i Uldum Højskole samtidig med, at han ihærdigt ledte efter en afløser, der kunne overtage højskolen. I 1851 lykkedes det: Elisius Marius Rotwitt overtog Uldum Højskole, pustede nyt liv i den, og i november 1851 kunne 22 karle starte på Uldum Højskole.

## Fra landboer til byboer
De første 100 år kom eleverne primært fra bondestanden i form af karle og piger. Karlene tog på højskole om vinteren (november til marts), mens pigerne tog på højskole om sommeren (maj til august). Uldum Højskole holdt fast i at adskille kønnene helt frem til 1954, hvor den som en af de sidste højskoler i Danmark åbnede for blandede hold.
Udviklingen i det omgivende samfund og affolkningen af landet og landbruget i 1950'erne og 1960'erne betød, at flere og flere elever kom fra byerne. Den "nye type" elever kom med andre krav til fagene og undervisningen.
Inspireret af studenteroprøret ønskede eleverne på Uldum Højskole mere indflydelse på undervisningen. Undervisningen gik fra primært at være baseret på foredrag og envejskommunikation til holdundervisning og mere dialog mellem lærere og elever..
Samtidig ændrede fagene på skolen karakter fra at have fokus på de klassiske højskolefag som dansk, matematik, landbrugslære, historie, til fag med fokus på fx drama, musikkundskab, billedværksted, motorlære, udenrigspolitik mm. 
Uldum Højskole blev en selvejende institution i 1963. 

## Branden i 1966
I 1966 brændte dele af Uldum Højskole: gymnastiksalen og dele af en foredragssal. Det vides ikke med sikkerhed, hvad der udløste branden, men ifølge forstanderen på daværende tidspunkt, Erik Knudsen, blev den forårsaget af et cigaretskod.
Oven på gymnastiksalen var der elevværelser, og flere elever blev fanget deroppe, da trappen også brændte. Til alt held var der en nødlem med et tov fra elevværelserne og ned til gymnastiksalen. Herfra kunne de elever, der opholdt sig på værelserne, fire sig ned.

## Uldum Højskole i dag
I dag er Uldum Højskole en almen højskole uden linjer. Det vil sige, at eleverne sammensætter deres eget skema og vælger de fag, som interesserer dem. Hver sjette uge skifter eleverne skema og vælger nye fag. 
Poul Erik Søe, forstander 1977-1985, indførte det frie fagvalg med følgende begrundelse:
"Det er højskole-mode for tiden at udbyde linjefag, at lægge vægt på et afgrænset område, selvsagt med den følge, at der også sker en afgrænsning af deltagernes forskellighed…(Uldum Højskole) er gået den modsatte vej for at fastholde, at højskole er det frie mødested for alle slags mennesker."
I store træk lever Uldum Højskole videre efter det motto.

## Faciliteter
Uldum Højskole har udover elevværelser, spisesal og undervisningslokaler en række markante bygninger. 

### Første bygning
Første højskolebygning er fra 1852. Dele af den har dannet fundament for den nuværende spisesal. 

### Tårnet
Tårnet er fra 1920 og bygget for at samle spisesalen og elevværelserne med foredragssalen. Det er samtidig blevet et symbol på genforeningen med Sønderjylland. 

### Svømmehal
Svømmehallen er fra 1934. Det er en af de første overdækkede svømmehaller i Danmark.
Den blev udgravet af elever fra vinterholdet 1933-34 og stod færdig som friluftsbad til eleverne på sommerholdet 1934 og som overdækket svømmehal fra efteråret 1934.
Svømmehallen blev totalrenoveret i 1984. 

### Musikhus
Musikhuset består af undervisningslokaler med to musiklokaler, korrum og medielokale. Det stod færdig i 1997 og er bygget som en udvidelse af en villa fra 1961.  

### Idrætshal
Uldum Højskole har igennem tiderne haft fire gymnastiksale/idrætshaller. Den første var fra 1916. Den næste var fra 1929 og var en ombygning af den første gymnastiksal. Denne gymnastiksal brændte i 1966, og en ny gymnastiksal blev bygget og stod færdig i 1969.
Den nuværende idrætshal er fra 2024 og rummer udover en idrætshal på 1000 m² også et fitnessrum og et undervisningslokale. 

## Sommerkurser
Uldum Højskole afholder forskellige kurser i løbet af sommeren med forskellige temaer: 
- Vandrerkursus med fokus på Hærvejen[8]
- Fællessang som perspektiverer Højskolesangbogen[9]
- Værkstedskurser med fag som læder, pileflet, raku-keramik, skriveværksted, sølvværksted, maleri[10]
- Familiekursus for børn og forældre/bedsteforældre[11]
- Vandrerkursus med fokus på de østjyske landskaber[12]

## Forstandere
- Rasmus Sørensen (1849–1851)
- Elisius Marius Rotwitt (1851–1872)
- Kristen K. Utoft (1872–1875)
- Jesper Madsen (1875–1877)
- Niels Pedersen Stensballe (1877–1886)
- Kristian Videbæk (1886–1898)
- Anders Rendbæk (1898–1900)
- Knud Andersen (1900–1911)
- Svenning Pedersen (1911–1936)
- Johannes Lauersen Vig (1936–1963)
- Jørgen Fabricius (1963–1965)
- Erik Knudsen (1965–1977)
- Poul Erik Søe (1977–1985)
- Helge Hansen (1985–2000)
- Hans Jørgen Vodsgård (2000–2001)
- Kurt Willumsen (2001–)

## Slogan
Uldum Højskoles slogan er "Frihed til forskellighed". Det blev brugt første gang af forstander Poul Erik Søe.